# アルノー・クレマン
アルノー・マルセル・モーリス・クレマン（Arnaud Marcel Maurice Clément, 1977年12月17日 - ）は、フランス・エクス＝アン＝プロヴァンス出身の男子プロテニス選手。2001年全豪オープン男子シングルス準優勝者。2007年ウィンブルドン選手権男子ダブルスで、同じフランスのミカエル・ロドラと組んで初優勝した。自己最高ランキングはシングルス10位、ダブルス8位。ATPツアーでシングルス4勝、ダブルスで12勝を挙げた。身長173cm、体重73kgで、男子プロテニス選手としては小柄な体格である。右利き、バックハンド・ストロークは両手打ち。

## 選手経歴
オールラウンド・タイプの多いフランス人選手の中でも、クレマンはグラウンド・ストローカー寄りのテニスを展開する。特にバックハンド・ストロークが飛び抜けて強力で、またリターンにも優れたものを持っている。必ず頭に巻くバンダナと、テニス選手には珍しいサングラスが彼のトレードマークである。
1996年にプロ入り。クレマンが最初に世界的な名声を獲得したのは、2000年全米オープン2回戦で第1シードのアンドレ・アガシを6-3, 6-2, 6-4のストレートで圧倒した時だった。クレマンはこの勝利で波に乗り、レイトン・ヒューイットとの準々決勝まで進出した。2001年全豪オープンで、クレマンは準決勝で同じフランスのセバスチャン・グロジャンと対戦する。ダブルスでペアも組む親友を5-7, 2-6, 7-6, 7-5, 6-2の逆転で破って決勝に進出し、そこで再びアガシと顔を合わせた。この度はアガシが絶好調で、クレマンは4-6, 2-6, 2-6のストレートで完敗した。決勝戦の前には（対アガシ戦の）「勝ち方を覚えた」と意気込んだクレマンだったが、準優勝に終わった後は「きょうのアガシに勝つのは不可能」と話したという。当時30歳のアガシにとっては、これは15年間の現役生活を通じて初の4大大会連覇だった。
2004年全仏オープン1回戦で、クレマンは同じフランスのファブリス・サントロと当時の「テニス史上最長試合」を戦った。試合時間6時間33分に及んだ死闘で、クレマンは4-6, 3-6, 7-6, 6-3, 14-16でサントロに敗れる。勝者のサントロは3回戦まで進出した。（この記録は2010年ウィンブルドン選手権でジョン・イスナーとニコラ・マユによって大幅に更新された。）2006年2月、クレマンは地元オープン13で3年ぶりのツアー優勝を果たし、決勝でマリオ・アンチッチを破った。7月最終週にレッグ・メーソン・テニス・クラシックの決勝で、クレマンはアンディ・マリーを7-6, 6-2で破り、自身初のシングルス年間2勝を達成した。
2006年から、クレマンはダブルスでミカエル・ロドラと組んで試合に出場することが多くなった。2001年全豪オープン男子シングルス準優勝から6年後、クレマンとロドラは2007年ウィンブルドン選手権男子ダブルス決勝に進出する。2人は決勝で第1シードのブライアン兄弟を6-7, 6-3, 6-4, 6-4で破り、クレマンはウィンブルドンの地で初めての4大大会タイトルを獲得した。クレマンとロドラは2008年全豪オープン男子ダブルスでも決勝に進んだが、イスラエルペアのアンディ・ラム/ジョナサン・エルリック組に5-7, 6-7で敗れて準優勝になっている。同年の北京五輪で、ロドラとクレマンは男子ダブルス準決勝でスウェーデンのシーモン・アスペリン/トーマス・ヨハンソン組に6-7, 6-4, 17-19で競り負け、3位決定戦ではアメリカのブライアン兄弟に6-3, 3-6, 4-6で逆転負けを喫しし、男子ダブルスのメダルを逃した。
2008年ウィンブルドン選手権で、クレマンは初めてシングルスのベスト8に入った。準々決勝のライナー・シュットラー戦は、雨天順延のため2日がかりの試合となった。クレマンはシュットラーに3-6, 7-5, 6-7, 7-6, 6-8の激戦で敗れ、準決勝進出を逃した。（シュットラーも全豪オープン準優勝者で、クレマンの2年後の2003年にアガシに敗れた選手である。）
クレマンは2012年ウィンブルドン選手権を最後に現役を引退した。2013年からギー・フォルジェに替わりデビスカップフランス代表監督に就任することが発表された。しかし2015年に解任された。

## 私生活
2008年より歌手のノルウェン・ルロワとパートナー関係にあり、2017年には一子をもうけている。

## ATPツアー決勝進出結果

### シングルス: 11回 (4勝7敗)
| 大会グレード                            |
| グランドスラム (0-1)                    |
| ATPワールドツアー・ファイナル (0-0)     |
| ATPワールドツアー・マスターズ1000 (0-0) |
| ATPワールドツアー・500シリーズ (0-0)    |
| ATPワールドツアー・250シリーズ (4-6)    |

| サーフェス別タイトル |
| ハード (3-3)         |
| クレー (0-0)         |
| 芝 (0-3)             |
| カーペット (1-1)     |

| 結果   | No. | 決勝日         | 大会               | サーフェス        | 対戦相手                 | スコア           |
| ------ | --- | -------------- | ------------------ | ----------------- | ------------------------ | ---------------- |
| 準優勝 | 1.  | 1999年2月8日   | マルセイユ         | ハード (室内)     | ファブリス・サントロ     | 3–6, 6–4, 4–6    |
| 優勝   | 1.  | 2000年11月6日  | リヨン             | カーペット (室内) | パトリック・ラフター     | 7–6(2), 7–6(5)   |
| 準優勝 | 2.  | 2001年1月29日  | 全豪オープン       | ハード            | アンドレ・アガシ         | 4–6, 2–6, 2–6    |
| 準優勝 | 3.  | 2002年6月24日  | スヘルトーヘンボス | 芝                | シェング・シャルケン     | 6–3, 3–6, 2–6    |
| 準優勝 | 4.  | 2003年6月23日  | スヘルトーヘンボス | 芝                | シェング・シャルケン     | 3–6, 4–6         |
| 優勝   | 2.  | 2003年9月29日  | メス               | ハード (室内)     | フェルナンド・ゴンサレス | 6–3, 1–6, 6–3    |
| 準優勝 | 5.  | 2003年10月13日 | リヨン             | カーペット (室内) | ライナー・シュットラー   | 7–5, 6–3         |
| 優勝   | 3.  | 2006年2月13日  | マルセイユ         | ハード (室内)     | マリオ・アンチッチ       | 6–4, 6–2         |
| 優勝   | 4.  | 2006年8月6日   | ワシントンD.C.     | ハード            | アンディ・マリー         | 7–6(3), 6–2      |
| 準優勝 | 6.  | 2007年6月23日  | ノッティンガム     | 芝                | イボ・カロビッチ         | 6–3, 4–6, 4–6    |
| 準優勝 | 7.  | 2010年1月16日  | オークランド       | ハード            | ジョン・イスナー         | 3–6, 7–5, 6–7(2) |

### ダブルス: 22回 (12勝10敗)
| 結果   | No. | 決勝日         | 大会                 | サーフェス        | パートナー                   | 対戦相手                                              | スコア                |
| ------ | --- | -------------- | -------------------- | ----------------- | ---------------------------- | ----------------------------------------------------- | --------------------- |
| 優勝   | 1.  | 2000年4月16日  | カサブランカ         | クレー            | セバスチャン・グロジャン     | ラース・ブルクスミュラー アンドリュー・ペインター     | 7–6(4), 6–2           |
| 準優勝 | 1.  | 2001年10月14日 | リヨン               | カーペット (室内) | セバスチャン・グロジャン     | ダニエル・ネスター ネナド・ジモニッチ                 | 1–6, 2–6              |
| 優勝   | 2.  | 2002年2月17日  | マルセイユ           | ハード (室内)     | ニコラ・エスクード           | ジュリアン・ブテー マックス・ミルヌイ                 | 6–4, 6–3              |
| 準優勝 | 2.  | 2004年1月11日  | アデレード           | ハード            | ミカエル・ロドラ             | ボブ・ブライアン マイク・ブライアン                   | 5–7, 3–6              |
| 優勝   | 3.  | 2004年3月21日  | インディアンウェルズ | ハード            | セバスチャン・グロジャン     | ウェイン・ブラック ケビン・ウリエット                 | 6–3, 4–6, 7–5         |
| 優勝   | 4.  | 2004年10月16日 | メス                 | ハード (室内)     | ニコラ・マユ                 | イワン・リュビチッチ ウロス・ヴィコ                   | 6–2, 7–6(8)           |
| 優勝   | 5.  | 2004年10月31日 | サンクトペテルブルク | カーペット (室内) | ミカエル・ロドラ             | ドミニク・フルバティ ヤロスラフ・レビンスキー         | 6–3, 6–2              |
| 準優勝 | 3.  | 2005年1月16日  | シドニー             | ハード            | ミカエル・ロドラ             | マヘシュ・ブパシ トッド・ウッドブリッジ               | 3–6, 3–6              |
| 準優勝 | 4.  | 2005年2月6日   | ミラノ               | カーペット (室内) | ジャン＝フランソワ・バシュロ | ダニエレ・ブラッチアリ ジョルジオ・ガリンベルティ     | 7–6(8), 6–7(6), 4–6   |
| 準優勝 | 5.  | 2006年6月25日  | スヘルトーヘンボス   | 芝                | クリス・ハガード             | マルティン・ダム リーンダー・パエス                   | 1–6, 6–7(3)           |
| 優勝   | 6.  | 2006年10月29日 | リヨン               | カーペット (室内) | ジュリアン・ベネトー         | フランティシェク・チェルマク ヤロスラフ・レビンスキー | 6–2, 6–7(3), [10–7]   |
| 優勝   | 7.  | 2006年11月5日  | パリ                 | カーペット (室内) | ミカエル・ロドラ             | ファブリス・サントロ ネナド・ジモニッチ               | 7–6(4), 6–2           |
| 優勝   | 8.  | 2007年2月18日  | マルセイユ           | ハード (室内)     | ミカエル・ロドラ             | マーク・ノールズ ダニエル・ネスター                   | 7–5, 4–6, [10–8]      |
| 優勝   | 9.  | 2007年7月8日   | ウィンブルドン       | 芝                | ミカエル・ロドラ             | ボブ・ブライアン マイク・ブライアン                   | 6–7(5), 6–3, 6–4, 6–4 |
| 優勝   | 10. | 2007年10月7日  | メス                 | ハード (室内)     | ミカエル・ロドラ             | マリウシュ・フィルステンベルク マルチン・マトコフスキ | 6–1, 6–4              |
| 準優勝 | 6.  | 2007年10月14日 | ストックホルム       | ハード (室内)     | ミカエル・ロドラ             | ヨナス・ビョルクマン マックス・ミルヌイ               | 4–6, 4–6              |
| 準優勝 | 7.  | 2008年1月26日  | 全豪オープン         | ハード            | ミカエル・ロドラ             | ジョナサン・エルリック アンディ・ラム                 | 5–7, 6–7(4)           |
| 優勝   | 11. | 2008年10月5日  | メス                 | ハード (室内)     | ミカエル・ロドラ             | マリウシュ・フィルステンベルク マルチン・マトコフスキ | 5–7, 6–3, [10–8]      |
| 優勝   | 12. | 2009年2月22日  | マルセイユ           | ハード (室内)     | ミカエル・ロドラ             | ユリアン・ノール アンディ・ラム                       | 3–6, 6–3, [10–8]      |
| 準優勝 | 8.  | 2009年9月27日  | メス                 | ハード (室内)     | ミカエル・ロドラ             | コリン・フレミング ケン・スクプスキ                   | 6–2, 4–6, [5–10]      |
| 準優勝 | 9.  | 2009年10月31日 | リヨン               | ハード (室内)     | セバスチャン・グロジャン     | ジュリアン・ベネトー ニコラ・マユ                     | 4–6, 6–7(6)           |
| 準優勝 | 10. | 2010年2月7日   | ザグレブ             | ハード (室内)     | オリビエ・ロクス             | ユルゲン・メルツァー フィリップ・ペッシュナー         | 6–3, 3–6, [8–10]      |

## 4大大会シングルス成績
略語の説明
| W | F | SF | QF | #R | RR | Q# | LQ | A | Z# | PO | G | S | B | NMS | P | NH |

W=優勝, F=準優勝, SF=ベスト4, QF=ベスト8, #R=#回戦敗退, RR=ラウンドロビン敗退, Q#=予選#回戦敗退, LQ=予選敗退, A=大会不参加, Z#=デビスカップ/BJKカップ地域ゾーン, PO=デビスカップ/BJKカッププレーオフ, G=オリンピック金メダル, S=オリンピック銀メダル, B=オリンピック銅メダル, NMS=マスターズシリーズから降格, P=開催延期, NH=開催なし.
| 大会           | 1996 | 1997 | 1998 | 1999 | 2000 | 2001 | 2002 | 2003 | 2004 | 2005 | 2006 | 2007 | 2008 | 2009 | 2010 | 2011 | 2012 | 通算成績 |
| -------------- | ---- | ---- | ---- | ---- | ---- | ---- | ---- | ---- | ---- | ---- | ---- | ---- | ---- | ---- | ---- | ---- | ---- | -------- |
| 全豪オープン   | A    | A    | 1R   | 2R   | 4R   | F    | 2R   | A    | 1R   | 1R   | 1R   | 2R   | 1R   | 2R   | 1R   | 1R   | LQ   | 13–13    |
| 全仏オープン   | LQ   | 1R   | 1R   | 2R   | 2R   | 1R   | 3R   | 4R   | 1R   | 2R   | A    | 1R   | 1R   | 2R   | 1R   | 2R   | 2R   | 11–15    |
| ウィンブルドン | A    | 3R   | 1R   | 2R   | 2R   | 4R   | 4R   | 2R   | 1R   | 1R   | 2R   | 1R   | QF   | 1R   | 3R   | 1R   | LQ   | 18–15    |
| 全米オープン   | A    | LQ   | 1R   | 4R   | QF   | 4R   | 4R   | 2R   | 2R   | 3R   | 1R   | 2R   | 1R   | LQ   | 3R   | LQ   | A    | 20–12    |